# Pettoranello del Molise
Pettoranello di Molise è un comune italiano di 453 abitanti della provincia di Isernia in Molise.

## Storia
Originariamente chiamato Pettorano (e dunque da non confondere con l'omonimo Pettorano sul Gizio), il centro fu di proprietà degli aragonesi, e poi dal 1500 al 1544 della famiglia Gaetani. Successivamente per debiti il Maiorani acquistò il feudo e che fu riscattato da Berardino di Somaya.
Nel Settecento fu dei napoletani d'Avalos e poi dei Caracciolo fino all'abolizione del regime feudale.
Nell'autunno del 1860 vi ebbe luogo la battaglia di Pettorano.

### Simboli
Lo stemma e il gonfalone sono stati concessi con DPR del 12 aprile 1984.
Stemma
Gonfalone

## Monumenti e luoghi d'interesse

### Castello delle Riporse
Il castello è un palazzo baronale rettangolare ben composto, che verso la parte più alta del paese conserva tracce del vecchio castello. Si individuano due torri: una è inglobata nelle mura, con pianta cilindrica, e la seconda con finestrella è sulla sommità di una murata come torre di vedetta.

### Chiesa di Santa Maria Assunta
La chiesa oggi è mostrata nella ricostruzione neoclassica dopo il terremoto del 1805. La facciata è sobria e barocca, diversa dalla costruzione interna a navata unica. Le cornici e gli architravi sono dipinti in grigio.
Il campanile a torre ha sommità a cupoletta.

## Società

### Evoluzione demografica
Abitanti censiti

## Amministrazione
| Periodo         | Periodo         | Primo cittadino | Partito                   | Carica      | Note |
| --------------- | --------------- | --------------- | ------------------------- | ----------- | ---- |
| 23 aprile 1995  | 13 giugno 1999  | Antonio Rossi   | Partito Popolare Italiano | Sindaco     |      |
| 13 giugno 1999  | 7 giugno 2009   | Antonio Paolino | lista civica              | Sindaco     |      |
| 7 giugno 2009   | 25 maggio 2014  | Luciano Perna   | lista civica              | Sindaco     |      |
| 25 maggio 2014  | 12 ottobre 2020 | Andrea Nini     | Pettoranello per la pace  | Sindaco     |      |
| 12 ottobre 2020 | 4 ottobre 2021  |                 |                           | Comm. pref. |      |
| 4 ottobre 2021  | in carica       | Marcello Toto   | Insieme per il futuro     | Sindaco     |      |